# Mustafa Ertan
Mustafa Ertan (Ankara, 1926. április 21. – Bursa, 2005. december 17.) török labdarúgóhátvéd, edző.
A török válogatott színeiben részt vett az 1952. évi nyári olimpiai játékokon és az 1954-es labdarúgó-világbajnokságon.